# Kleinlichtenhain

Grenzverläufe vor (rote Strich-Punkt-Linie) und nach der Gebietsbereinigung 1976 mit den damals vorhandenen Gebäuden (blau)

Kleinlichtenhain (auch Klein-Lichtenhain oder „Kleintettauer Zipfel“) war ein aus ehemals drei bewohnten Gebäuden bestehender Ortsteil der damaligen Gemeinde Lichtenhain bei Gräfenthal im Kreis Neuhaus am Rennweg, Bezirk Suhl, Deutsche Demokratische Republik. Er grenzte unmittelbar an die in der Bundesrepublik Deutschland gelegene Gemeinde Kleintettau, Landkreis Kronach, Oberfranken. Im geteilten Deutschland wurde dem Ort aufgrund seiner Lage eine ungewöhnliche Behandlung zuteil.

## Lage
Das Gebiet von Kleinlichtenhain liegt im Süden Thüringens im Landkreis Saalfeld-Rudolstadt und ragt in Form eines Streifens von ungefähr 100 Metern Breite und knapp einem Kilometer Länge in bayerisches Gebiet hinein. Auf bayerischer Seite grenzt es an den Ortsteil Kleintettau des Marktes Tettau im Landkreis Kronach, Oberfranken. Seit 1976 gehört ein Teil des ehemaligen Ortes Kleinlichtenhain zu Kleintettau. Das Gebiet liegt direkt südlich des Rennsteigs.

## Geschichte
Kleinlichtenhain gehörte bis 1918 zum Herzogtum Sachsen-Meiningen und anschließend zum Freistaat Sachsen-Meiningen, mit dem es im 1920 gegründeten Land Thüringen aufging.
Mit der Errichtung der Besatzungszonen nach dem Ende des Zweiten Weltkrieges gehörten Thüringen und somit auch Kleinlichtenhain zur sowjetischen und Bayern zur amerikanischen Besatzungszone. Der Ort zeichnete sich dadurch aus, dass die drei zu dieser Zeit existierenden Wohnhäuser direkt an Kleintettau angrenzten, womit an dieser Stelle das thüringische Gebiet nicht nur auffällig weit ins bayerische einschnitt, sondern die Zonengrenze auch durch ein zusammenhängendes Siedlungsgebiet verlief. Sowjetische Soldaten ließen sich jedoch in diesem eher abgelegenen Landstück nicht sehen. Auch amerikanische betraten den Ort nicht. Als später Stacheldrahtzäune gezogen wurden, wurde dieses Stück Land ausgespart. Die Bewohner der drei Häuser fühlten sich Kleintettau zugehörig, erhielten dort auch ihre Lebensmittelkarten und Personalausweise und nahmen manchmal, ab 1958 regelmäßig, an den Wahlen zum Gemeinderat, zum Bayerischen Landtag und zum Bundestag teil. Die Bewohner, insgesamt etwa 25, zahlten zunächst keinerlei Steuern, bis sich nach einigen Jahren das Finanzamt Kronach meldete.
Im März 1962 wurde der Verlauf der geplanten Grenzanlagen mit Stacheldraht und Todesstreifen zwischen Thüringen und Bayern geplant, wobei die Kleinlichtenhainer Häuser aus Thüringer Sicht jenseits der Grenzanlagen direkt an der Demarkationslinie blieben. Am 21. März 1962, in der Nacht vor dem geplanten Baubeginn der Grenzanlagen, suchten 17 Volkspolizisten die drei Häuser auf, um die damals zwanzig Bewohner ins Hinterland zu bringen. 18 von ihnen flohen mit wenigen wichtigen Sachen hinüber auf bundesdeutsches Gebiet. Die Volkspolizisten verließen Kleinlichtenhain sodann wieder, ein Ehepaar blieb in diesem bald abgeschotteten Gebiet in einem der Häuser wohnen. Die beiden anderen Häuser verfielen.
In der folgenden Zeit galten in Kleinlichtenhain seltsame Bedingungen: Der Postbote durfte dort keine Post ausliefern, Polizisten war es untersagt, das Gebiet zu betreten, gleichfalls Bediensteten der Gemeinde Kleintettau. Aber auch für die Bewohner Kleintettaus war das Betreten des DDR-Landstreifens nicht ungefährlich.
Der Grenzverlauf wurde schließlich durch die deutsch-deutsche Grenzkommission im Bereich Kleinlichtenhain so geändert, dass das verbliebene Haus ab dem 1. März 1976 zur Gemeinde Kleintettau im Landkreis Kronach und somit zur Bundesrepublik gehörte. Die beiden verlassenen Häuser wurden abgerissen.
Die Gemeinde Kleintettau wurde am 1. Mai 1978 in den Markt Tettau eingegliedert.

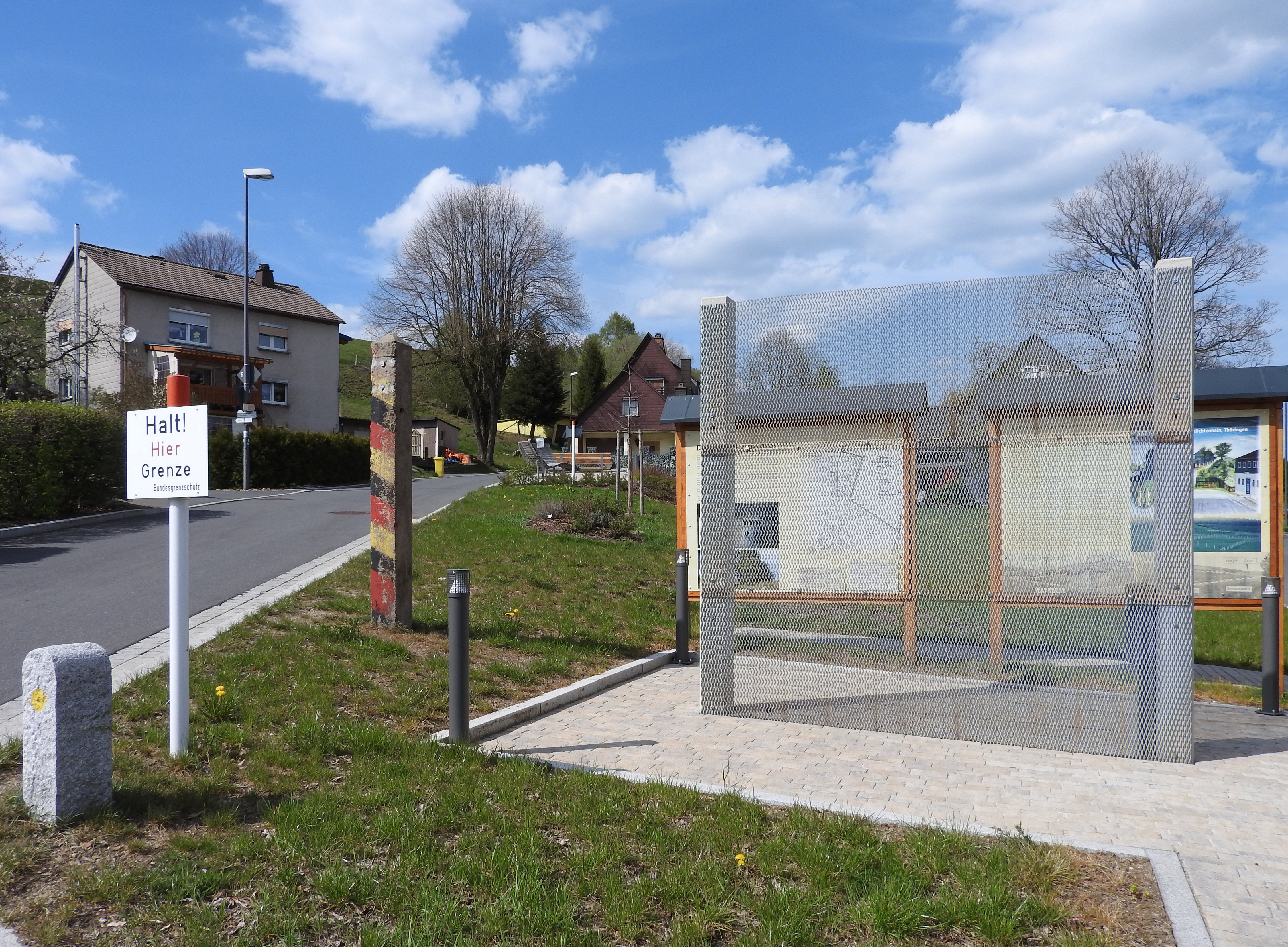
Grenzdenkmal Kleinlichtenhain

## Gedenken
Im September 2019 wurde das Grenzdenkmal Kleinlichtenhain eingeweiht, das an die Geschichte des Ortes während der deutschen Teilung erinnern soll und dessen Hinweistafeln mit der Zeit um dokumentarische Fotos ergänzt werden sollen.